# حبيب صباح
حَبِيْب صُباح لاعب سنوكر محترف سابق بحريني.

## المسيرة الرياضية
تنافس صباح كهاو في بداية الألفية الثالثة قبل أن يحصل على دعوة للمشاركة في بطولة الصين المفتوحة عام 2005. في المباراة الأولى استطاع التغلب على جيمي ميتشي 5-3 ولكنه خسر في المباراة التالية في الدور الثمن النهائي من ستيفن لي 5-0.
هذه هي المرة الوحيدة التي يصل فيها حبيب إلى الدور الثمن النهائي وقد كان كافيا لكي يتحول إلى محترف في موسم 2005-06 ليصبح أول لاعب سنوكر بحريني محترف.
خلال هذا الموسم لعب ست مباريات خسرها جميعها وقد كانت أقربها الخسارة 4-5 في كأس مالطا عام 2005 أمام نيك دايسون. لم يحصل صباح على جوائز مالية ونتيجة لذلك فقد احتل المركز الحادي والتسعين في ختام الموسم.
تنافس صباح في بطولة البحرين 2008 حيث خسر 0-5 أمام مارك ديفيس وفي بطولة العالم عام 2010 خسر من دارين مورغان المتقاعد 3-1 ثم حاول استعادة الوضع الاحترافي له. هذه الجهود على الرغم من الخسارة من المصنف الأول عالميا سابقا توني نولز في حدث واحد لم تنجح.
حصل على لقب بطل ووصيف بطولة العرب وبطولة غرب آسيا لأكثر من مرة في عام 2012 و 2015 و 2017 و 2019 و 2021 وو 2022.
وفي 2018 خسر في دور الثمانية ببطولة العالم للسنوكر.
في عام 2019 سجل اللاعب حبيب في بطولة محلية رسمية 147 نقطة في نهائي بطولة الاتحاد البحريني التصنيفية للسنوكر وحصل على المركز الأول.
برع في بطولة العالم للسنوكر (ست كرات) بعام 2022 وتأهل إلى دور الثمانية، مؤكدا مهارته العالية ومواصلا تألقه في المحافل العالمية كعادته من خلال منافسته لأفضل لاعبي العالم.
فقد تمكن صباح من الفوز على الألماني ريتشارد وينول بأربعة أشواط مقابل ثلاثة بعد منافسة قوية ومباراة صعبة على الطرفين، واستطاع صباح حسم الأمور لصالحه في الشوط الفاصل رغم اقتراب الألماني ريتشارد وينول منه بشكل كبير، وبذلك يقترب صباح من تحقيق ما يأمله من المشاركة العالمية في العاصمة الماليزية كوالالمبور.
واكتفى البحريني حبيب صباح بالميدالية الفضية في بطولة العالم للسنوكر 6 كرات، وذلك بعد خسارته من اللاعب الهندي شري كرشنا بشوط واحد مقابل خمسة أشواط في المباراة النهائية للبطولة.
في عام 2022 ببطولة غرب آسيا للسنوكر (٨ كرات) المقامة بدولة البحرين وفي دور النصف النهائي سجل اللاعب حبيب صباح ١٤٧ نقطة واستطاع التغلب على خصمه بنتيجة 4-2 وانتقل للنهائي حاصداً إنجازاته المشرفة.

## روابط خارجية
- حبيب صباح على موقع CueTracker.net (الإنجليزية)